# التاريخ البحري للحرب العالمية الثانية

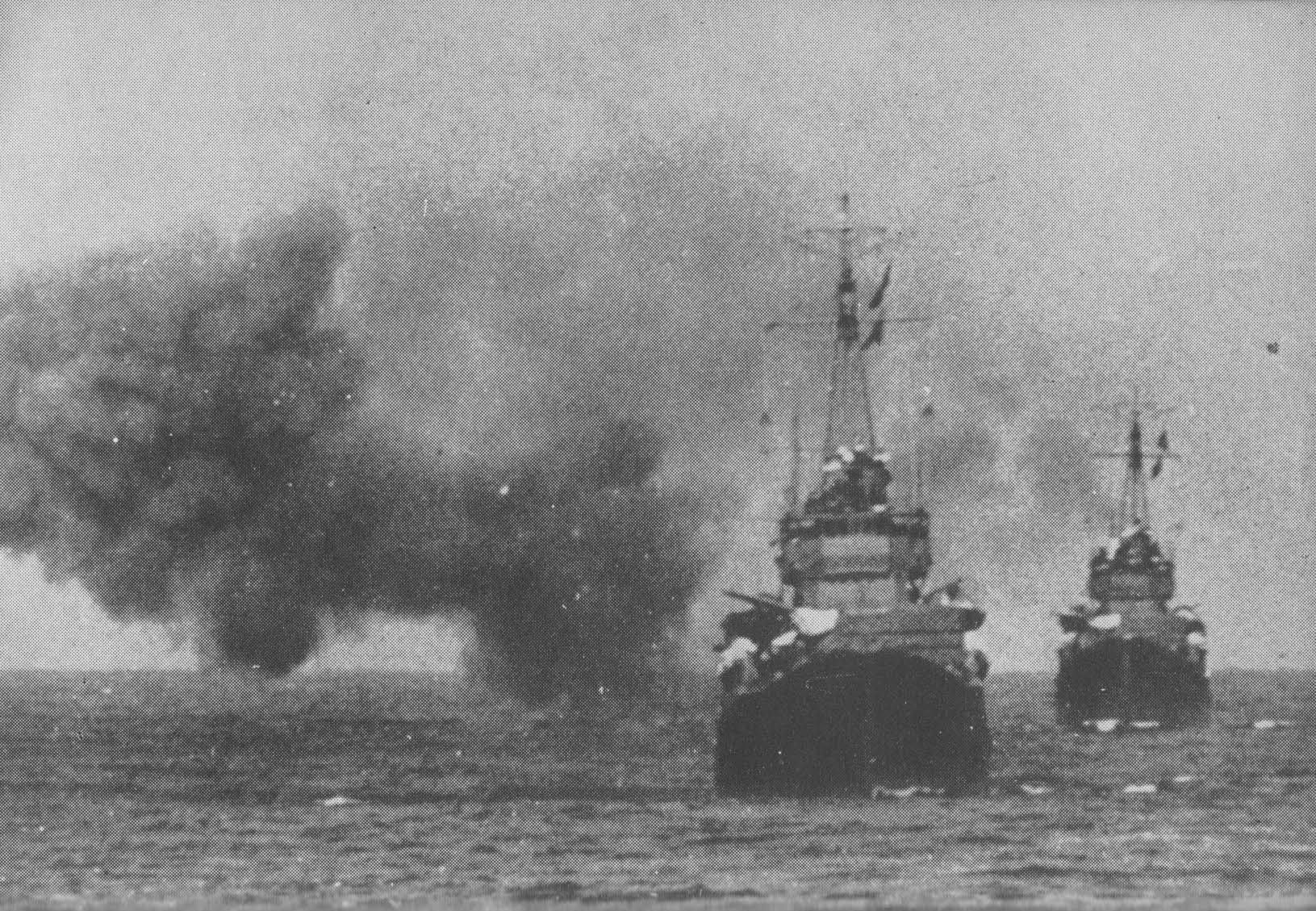

تتناول هذه المقالة التاريخ البحري للحرب العالمية الثانية.

## القوات البحرية الرئيسية

### قبل وبعد الحرب
في بداية الحرب العالمية الثانية، كانت البحرية الملكية البريطانية لا تزال أقوى بحرية في العالم، مع أكبر عدد من السفن الحربية مبنية ومع قواعد بحرية في جميع أنحاء العالم. بلغ مجموع قطعها أكثر من 15 بارجة وطراد معركة و7 حاملات طائرات و66 طراد و164 مدمرة و66 غواصة. أثناء مسار الحرب، نمت البحرية الأمريكية بصورة كبيرة مع مواجهة الولايات المتحدة لحرب على جبهتين في البحار. بحلول نهاية الحرب العالمية الثانية، كانت البحرية الأمريكية أكبر من أي بحرية أخرى في العالم.
| البلد                              | حاملات الطائرات*            | بوارج** | طرادات | مدمرات | حرس القافلة | غواصات | الحمولة الطنية التجارية        |
| ---------------------------------- | --------------------------- | ------- | ------ | ------ | ----------- | ------ | ------------------------------ |
| الولايات المتحدة                   | 28 (71)                     | 23      | 72     | 377    | 420         | 232    | 33,993,230                     |
| الإمبراطورية البريطانية والكومنولث | 19 (46)                     | 19      | 57     | 335    | 875         | 264    | 21,000,000 (1939) - 22,000,000 |
| الاتحاد السوفيتي                   |                             | 3       | 7      | 59     | 150         | 218    |                                |
| إمبراطورية اليابان                 | 20(10)+10 طائرة تأمين مائية | 2       | 52     | 209    | 189         | 213    | 4,152,361                      |
| ألمانيا النازية                    | 1 لم يتم إكمالها            | 4       | 12     | 17     | 22          | 1,140  |                                |
| إيطاليا الفاشية                    | 1                           | 3       | 6      | 6      |             | 28     | 1,469,606                      |
| رومانيا                            |                             | 0       | 0      | 5      | 9           | 8      | 516,000                        |
| بولندا                             |                             |         |        | 4      |             | 5      |                                |

* يشير الرقم بين قوسين إلى حاملات مرافقة مبنية على هياكل السفن التجارية.
** لا يشمل الجدول السفن التي بنيت قبل الحرب

### الولايات المتحدة
نمت البحرية الأمريكية بسرعة خلال الحرب العالمية الثانية من 1941-1945، ولعبت دورًا مركزيًا في مسرح المحيط الهادئ في الحرب ضد اليابان. لعبت أيضًا دورًا داعمًا رئيسيًا، إلى جانب البحرية الملكية، في الحرب الأوروبية ضد ألمانيا.
سعت البحرية الإمبراطورية اليابانية إلى التفوق البحري في المحيط الهادئ من خلال إغراق أسطول المعركة الأمريكي الرئيسي في بيرل هاربور، والذي بُني حول بوارجها. أدى الهجوم المفاجئ في ديسمبر 1941 على بيرل هاربور إلى تدمير أسطول المعركة، لكنه لم يمس حاملات الطائرات، التي أصبحت الدعامة الأساسية للأسطول المعاد بناؤه.
كان يجب تغيير العقيدة البحرية بين عشية وضحاها. اتبعت البحرية الأمريكية (مثل آي جاي إن) أفكار ألفريد ثاير ماهان بالتركيز على مجموعات مركزة من البوارج كأسلحة بحرية هجومية رئيسية. أجبر فقدان البوارج في بيرل هاربور قائد البحرية الأدميرال إرنست كينغ، على التركيز بصورة أساسية على العدد القليل من حاملات الطائرات.
نمت البحرية الأمريكية بصورة كبيرة مع مواجهتها لحرب على جبهتين في البحار. حققت البحرية الأمريكية نجاحًا ملحوظًا في حرب المحيط الهادئ، إذ كان لها دور فعال في حملة الحلفاء الناجحة «التنقل بين الجزر». خاضت البحرية الأمريكية خمس معارك كبرى ضد البحرية الإمبراطورية اليابانية: معركة بحر المرجان، ومعركة ميدواي، ومعركة بحر الفلبين، ومعركة خليج ليتي، ومعركة أوكيناوا.
بحلول نهاية الحرب في عام 1945، كانت قد أضافت البحرية الأمريكية آلاف السفن الجديدة، بما في ذلك 18 حاملة طائرات و8 بوارج، وكان لديها أكثر من 70 ٪ من إجمالي عدد القطع في العالم وإجمالي حمولة سفن بحرية 1000 طن أو أكثر. في ذروتها، كانت البحرية الأمريكية تشغل 6,768 سفينة في يوم الانتصار على اليابان في أغسطس 1945، بما في ذلك 28 حاملة طائرات و23 بارجة و71 حاملة مرافقة و72 طراد وأكثر من 232 غواصة و377 مدمرة وآلاف السفن البرمائية والإمداد والمساعدة.

#### 1941-1942
اكتملت خطة الحرب الأمريكية المسماة قوس قزح 5 في 14 مايو 1941. افترضت الخطة أن الولايات المتحدة متحالفة مع بريطانيا وفرنسا وتضمنت عمليات هجومية من قبل القوات الأمريكية في أوروبا أو أفريقيا أو في القارتين معًا. نوقشت الافتراضات والخطط لقوس قزح 5 على نطاق واسع في مذكرة بلان دوغ، التي خلصت في النهاية إلى أن الولايات المتحدة ستلتزم باستراتيجية أوروبا أولاً، بالتالي تصبح الحرب ضد ألمانيا أولوية أكثر من الحرب ضد اليابان. لكن الرئيس روزفلت لم يوافق على الخطة، إذ أراد أن يأخذ القرار وفقًا لسير الأحداث. أرادت البحرية أن تجعل اليابان الهدف الأهم، وفي الفترة ما بين 1941-1943 كانت الولايات المتحدة في الواقع تخوض حربًا بحرية ضد اليابان، بالإضافة إلى دعمها لإنزال للجيش في شمال إفريقيا وصقلية وإيطاليا في 1942-1943.

كانت إستراتيجية الولايات المتحدة في عام 1941 هي ردع اليابان عن المزيد من التقدم نحو الأراضي البريطانية والهولندية والفرنسية والأمريكية إلى الجنوب. عندما أوقف الحلفاء مبيع النفط إلى اليابان، فقدوا 90٪ من إمدادات الوقود للطائرات والبوارج. كان لديها مخزون يستمر لمدة عام أو عامين. كان على اليابان أن تتنازل أو تقاتل لاستعادة الآبار البريطانية والهولندية في الجنوب. في نوفمبر 1941، شرح رئيس أركان الجيش الأمريكي جورج مارشال إستراتيجية الحرب الجوية الأمريكية للصحافة، وكان ذلك في غاية السرية وليس للنشر:
«نحن نستعد لحرب هجومية ضد اليابان، بينما يعتقد اليابانيون أننا نستعد فقط للدفاع عن الفلبين... لدينا 35 قلعة طائرة متواجدة بالفعل هناك، أكبر تواجد لتلك الطائرات في أي مكان في العالم. سيضاف عشرين أخرى الشهر المقبل، و60 أخرى في يناير.... إذا اندلعت الحرب مع اليابانيين، فسوف نحارب بلا رحمة. ستُرسل القلاع الطائرة على الفور لإشعال النار في المدن الورقية في اليابان. لن يكون هناك أي تردد بشأن قصف المدنيين، وسيكون الهجوم شاملاً».
كان مارشال يتحدث عن قاذفات بي-17 بعيدة المدى المتواجدة في الفلبين، والتي كانت طوكيو ضمن نطاقها. بعد أن استولت اليابان على الفلبين في أوائل عام 1942، عادت الاستراتيجية الأمريكية إلى التركيز على حرب بحرية تركز على الاستيلاء على الجزر القريبة بما يكفي لحملة القصف المكثفة التي تحدث عنها مارشال. في عام 1944، استولت البحرية على سايبان وجزر الماريانا، والتي كانت ضمن نطاق قاذفات بي-29 الجديدة.
بعد انتصار بيرل هاربور في أوائل ديسمبر، بدا أن البحرية الإمبراطورية اليابانية (آي جاي إن) لا يمكن إيقافها لأنها تجاوزت دول الحلفاء غير المنظمة مثل الولايات المتحدة وبريطانيا وهولندا وأستراليا والصين بالعدد وتفوقت عليهم. آمنت كل من لندن وواشنطن بالعقيدة الماهانية التي شددت على الحاجة إلى أسطول موحد. ولكن، على عكس التعاون الذي حققته الجيوش، فشلت قوات الحلفاء في دمج أو حتى تنسيق أنشطتها حتى منتصف عام 1942. آمنت طوكيو أيضًا بنظريات ماهان، الذي قال إن قيادة البحار، التي تحققها معارك الأسطول الكبرى، كانت مفتاح القوة البحرية. لذلك، احتفظت آي جاي إن بقوتها الضاربة الرئيسية تحت قيادة الأدميرال ياماموتو وحققت سلسلة من الانتصارات المذهلة على الأمريكيين والبريطانيين في 90 يومًا بعد بيرل هاربور.
تطلبت الاستراتيجية الأمريكية للنصر، بعد أن تفوقت عليها اليابان في البحر، وكانت مدافعها الضخمة في قاع بيرل هاربور، تراجعًا بطيئًا أو إيقافًا للعمليات ضد آي جاي إن حتى يصبح بالإمكان تعبئة الإمكانات الصناعية للولايات المتحدة الأكبر بكثير من إمكانيات عدوها من أجل إطلاق أسطول قادر على عرض قوة الحلفاء في قلب مناطق العدو.

## وصلات خارجية
- بودج، كينت - «موسوعة حرب المحيط الهادئ» - موسوعة حول جبهة الهادئ مؤلفة من أربعة مقالة قصيرة (بالإنجليزية)
- «الحملة المنسية: حملة جزر الهند الشرقية الهولندية 1941-1942» (2000) (بالإنجليزية)